# Паскуаль, Хавьер
Хавьер Паскуаль (исп. Xavier "Xavi" Pascual i Vives, род. 9 сентября 1972, Гава) — испанский баскетбольный тренер.

## Карьера
Паскуаль работал в испанской «Барселоне» и греческом «Панатинаикосе». С «Барселоной» в 2010 году он стал самым молодым тренером-чемпионом в истории Евролиги, также он четыре раза выиграл чемпионат Испании (2009, 2011, 2012, 2014). Руководя «Панатинаикосом», Паскуаль дважды выиграл чемпионат Греции (2017, 2018).
В феврале 2020 года Паскуаль возглавил «Зенит».
В сезоне 2020/2021 «Зенит» под руководством Паскуаля впервые в истории вышел в плей-офф Евролиги.
В Единой лиге ВТБ «Зенит» занял 1 место в регулярном сезоне, одержав 20 побед в 24 матчах. «Зенит» также стал лучшей командой по игре в защите: в среднем подопечные Паскуаля пропускали 71,6 очка за встречу. По итогам сезона Паскуаль был признан «Тренером года» Единой лиги ВТБ.
В апреле 2021 года Паскуаль подписал с «Зенитом» новый 3-летний контракт.
В сезоне 2022/2023 Паскуаль стал победителем Суперкубка Единой лиги ВТБ и признан «Лучшим тренером» турнира.
В июле 2023 года продлил контракт с «Зенитом» до конца сезона 2023/2024.
17 июня 2025 года Зенит расстался с Паскуалем
- Во главе тренерского штаба Барселоны (2009)
- Во главе тренерского штаба Барселоны (2012)
- Во главе тренерского штаба Зенита (2024)
- Награждение золотыми медалями Кубка России 2023/2024

## Достижения
- Чемпион Евролиги: 2009/2010
- Чемпион Единой лиги ВТБ: 2021/2022
- Бронзовый призёр Единой лиги ВТБ (2): 2020/2021, 2023/2024
- Обладатель Суперкубка Единой лиги ВТБ (2): 2022, 2023
- Серебряный призёр Суперкубка Единой лиги ВТБ: 2021
- Бронзовый призёр Суперкубка Единой лиги ВТБ: 2024
- Чемпион Испании (4): 2008/2009, 2010/2011, 2011/2012, 2013/2014
- Чемпион Греции (2): 2016/2017, 2017/2018
- Чемпион России: 2021/2022
- Бронзовый призёр чемпионата России (2): 2020/2021, 2023/2024
- Обладатель Кубка Испании (3): 2009/2010, 2010/2011, 2012/2013
- Обладатель Кубка Греции: 2016/2017
- Обладатель Кубка России: 2023/2024
- Серебряный призёр Кубка России: 2022/2023
- Обладатель Суперкубка Испании (4): 2009, 2010, 2011, 2015
- Серебряный призер чемпионата России: 2024/2025